# Sojoez TMA-15
Sojoez TMA-15 (Russisch: Союз ТМА-15) was een Sojoez missie naar het International Space Station (ISS) gelanceerd door een Sojoez FG raket. Het was een bemande missie om personeel van ISS Expeditie 20 van en naar het ISS te vervoeren. De missie begon op 27 mei 2009 om 10:34 UTC toen het ruimtevaartuig werd gelanceerd van LC-1 op Baikonoer Kosmodroom. Op 29 mei koppelde de Sojoez-capsule aan het ISS. De missie landde op de aarde op 1 december 2009.

## Bemanning
De bemanning werd op 11 februari 2008 bekend

- Roman Romanenko (1)  Rusland - bevelhebber
- Frank De Winne (2)  België - Vlucht ingenieur 1
- Robert Thirsk (2)  Canada - Vlucht ingenieur 2

Tussen haakjes staat de aantal vluchten die astronauten hebben gedaan na Sojoez TMA-15
Ze vervoegden de Rus Gennady Padalka, de Amerikaan Michael Barratt en de Japanner Koichi Wakata die reeds aan boord waren van het ISS.

## Back-up Crew
- Dmitri Kondratjev -  Rusland (voor Romanenko)
- André Kuipers -  Nederland (voor De Winne)
- Chris Hadfield -  Canada (voor Thirsk)